# Vertragingstijd
Bij het waterbeheer is de vertragingstijd de tijd die een druppel water nodig heeft om vanaf een bepaalde locatie in een rivier of riool te komen . De vertragingstijd wordt beïnvloed door verstening, ontbossing, klimaatverandering en de helling van de oppervlakte waar de neerslag op valt. Ook spelen andere wateren een rol in de vertragingstijd; kanalisatie van bijv. een beek verkleint de vertragingstijd en kleinschalige meertjes die niet in contact komen met een rivier vergroten de vertragingstijd. Ideaal is om de vertragingstijd zo hoog mogelijk te houden. Hoe hoger de vertragingstijd, hoe gelijkmatiger het regenwater in de rivier komt, en dus hoe minder extreem hoog de afvoergolf wordt.
Meren die wel in contact staan met de rivier vertragen niet de afvoer van water vanaf een bepaalde locatie naar de rivier, maar hebben wel een positief effect op de afvoergolf; die wordt door zo'n meer behoorlijk afgevlakt. Dit kan zowel het geval zijn bij meren waar de rivier doorheen loopt (bijv. het Bodenmeer in de Rijn) als een meer dat via een zijtak aan de rivier verbonden is (bijv. het Tonlé Sapmeer bij de Mekong in Cambodja).